# Liste des commandants de la marine sénégalaise
Voici la liste des commandants de la Marine sénégalaise.

## Les Chefs d'état-major de la Marine
- Vice-amiral Faye Gassama du 22/01/1975 au 31/05/1989
- Contre-amiral Alexandre Diam du 01/06/1989 au 31/12/1994
- Cne de Vaisseau Mamadou M. Thioubou
- Cne de Vaisseau Seydou Bangaly
- Cne de Vaisseau Ousseynou Kombo
- Cne de Vaisseau Ousmane Ibrahima Sall du 15/08/2002 au 31/07/2008
- Cne de Vaisseau Baila Kane
- Contre-amiral Mouhamed Sané
- Contre-amiral Cheikh Bara Cissokho
- Contre-amiral Momar Diagne jusqu'au 29 février 2020[1]
- Oumar Wade[1]